# マリウス・ウィクトリヌス
ガイウス・マリウス・ウィクトリヌス（羅: Gaius Marius Victorinus、281年/291年 - 365年/386年）は、ローマ帝国期の著述家、キリスト教徒。新プラトン主義哲学書のラテン語訳などをし、アウグスティヌスらに影響を与えた。

## 生涯
アフリカ出身。コンスタンティヌス帝の時代、ローマで修辞学教師として活動。門下から元老院議員を輩出し、トラヤヌス広場に像が立つほど名声を博した。
355年ごろ、キリスト教に回心。362年、ユリアヌス帝の反キリスト教政策により辞職。晩年は聖書の研究に専念した。

## 作品
回心前は、キケロの注解、アリストテレスの論理学書のラテン語訳と注解、ポルフュリオス『エイサゴーゲー』ラテン語訳などを著した。アウグスティヌスが読んだとされる「プラトン派の諸書」（羅: libri platonicorum）もラテン語訳しており、プロティノス『エネアデス』などが含まれていたと推定される。
回心後は、アリウス主義者のカンディドゥス（架空の人物と推定される）との哲学的な往復書簡、アリウス主義論駁、3つの讃歌、聖書のパウロ書簡注解などを著した。
現存する著作からは、ポルフュリオスや『カルデア神託』の影響が見られる。後世のアウグスティヌスやボエティウスに影響を与えたと考えられるが、中世盛期以降は忘却された。

### 日本語訳
- 今義博 著「『マリウス・ウィクトリヌスのカンディドゥス宛書簡』の研究―序論・和訳・註解―」、新プラトン主義協会 編『ネオプラトニカ 新プラトン主義の影響史』昭和堂、1998年。ISBN 978-4812298169。
- 高橋雅人 訳「アリウス主義者カンディドゥスのウィクトリヌスへの手紙 / アリウス主義者カンディドゥスへの手紙」『中世思想原典集成 4』平凡社、1999年。ISBN 978-4582734140。
- 田坂さつき 訳「讃歌」『中世思想原典集成 4』平凡社、1999年。ISBN 978-4582734140。